# Лобов, Юрий Владимирович
Юрий Влади́мирович Ло́бов (26 сентября 1972, Омск — 4 октября 1993, Москва) — Герой Российской Федерации (1993, посмертно).

## Биография
После школы поступил на физический факультет Омского университета. Проучился два семестра и решил пойти в армию. 30 июня 1992 года Ленинским районным военным комиссариатом был призван на срочную службу в Отдельную мотострелковую дивизию особого назначения им. Ф. Э. Дзержинского внутренних войск МВД России. С ноября по декабрь 1992 года был в служебной командировке в Дагестане.
Погиб 4 октября 1993 года у Дома Советов в Москве. В этот день подразделения дивизии получили задание не допустить проникновения вооруженных людей через рубеж блокирования вокруг Дома Советов. Находился в головном бронетранспортёре (бортовой номер 444) вместе с С. А. Грицюком, О. М. Петровым и А. Р. Савченко.
Обстановка на Краснопресненской набережной вокруг Дома Советов была крайне напряжённой. С обеих сторон велась интенсивная стрельба, с крыш зданий вели огонь неизвестные снайперы. При объезде встречного препятствия на узком участке дороги бронетранспортёр был подбит из гранатомёта.
По словам очевидцев, бронетранспортёр был подбит военнослужащими 119-го гвардейского парашютно-десантного полка 106-й гвардейской воздушно-десантной дивизии, которые ошибочно приняли подразделение внутренних войск за сторонников распущенного Верховного Совета, пытающихся прорваться на помощь блокированным в Доме Советов. При эвакуации из подбитого бронетранспортёра был убит выстрелом снайпера.
Похоронен на старой территории Южном кладбище Омска.

## Награды
Указом Президента Российской Федерации № 1600 от 7 октября 1993 года рядовому Лобову Юрию Владимировичу присвоено звание Героя Российской Федерации (посмертно). Медаль «Золотая Звезда» передана родителям военнослужащего.
Приказом министра внутренних дел России навечно зачислен в списки личного состава части.